# 中村継男

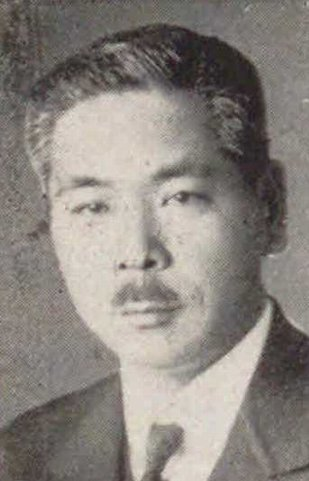
中村継男

中村 継男（なかむら つぐお、1888年（明治21年）10月15日 - 1946年（昭和21年））は、日本の衆議院議員（立憲民政党→国民同盟）、大蔵官僚。

## 経歴
熊本県熊本市に中村午五郎の長男として生まれる。1912年（明治45年）に長崎高等商業学校（現在の長崎大学経済学部）を卒業後、一年志願兵となり、陸軍三等主計として退役した。熊本税務監督局に属官として勤務し、認められて1917年（大正6年）に東京税務監督局事務官に昇進した。1923年（大正12年）、官を辞して税務懇話会を組織し、納税思想の普及と税務に関する官民協調に尽力した。後の1938年（昭和13年）には税務懇話会は社団法人化された。
1925年（大正14年）、滝野川町の町会議員に当選した。
1928年（昭和3年）の第16回衆議院議員総選挙に出馬し、当選。連続3回当選を果たし、その間小橋一太文部大臣の秘書官や内閣調査局参与を務めた。

## 著書
- 『改正法人所得税法詳解』（東京税務二課会、1920年）
- 『震災と諸税の減免猶予』（巌松堂、1923年）
- 『臨時利得税法精解』（森山書店、1935年）
- 『退職積立金及退職手当法解説』（税務懇話会、1936年）
- 『大蔵省原案逐条解釈 改正税法早わかり』（巌松堂、1936年）
- 『法人所得及所得税』（税務懇話会、1936年）
- 『広田税制の核心を語る』（巌松堂、1937年）